# Ford Escort WRC
De Ford Escort WRC is een rallyauto, gebaseerd op de Ford Escort en ingedeeld in de World Rally Car categorie, die door Ford werd ingezet in het Wereldkampioenschap Rally, tussen het seizoen 1997 en 1998.